# Теренино (Новосибирская область)
Теренино (тат. Җәйләү) — посёлок в Каргатском районе Новосибирской области. Входит в состав Форпост-Каргатского сельсовета.

## География
Площадь посёлка — 100 гектаров. 

## Население
| 2002 | 2007 | 2010 |
| ---- | ---- | ---- |
| 159  | ↘143 | ↘104 |

## Инфраструктура
В посёлке по данным на 2007 год функционируют 1 учреждение здравоохранения, 1 образовательное учреждение.